# Sim Daniel Abraham
Sim Daniel Abraham (Long Beach, 15 de agosto de 1924-29 de junio de 2025) fue un empresario, inversor, filántropo y multimillonario estadounidense. Fue el fundador de Thompson Medical, cuyo producto principal es Slim-Fast, un programa de dieta. Dotó al Centro S. Daniel Abraham para la Paz en Oriente Medio y apoyó causas judías en Florida e Israel. En octubre de 2018, tenía un patrimonio neto de $2.1 mil millones.

## Primeros años
Abraham nació el 15 de agosto de 1924, y fue hijo de Stella K. y del doctor Samuel Abraham. Creció en un hogar judío ortodoxo en Long Beach, Nueva York. Su padre era sionista y seguidor de Zeev Jabotinsky. Cuando era adolescente, imprimió su propio boletín advirtiendo a los estadounidenses sobre el peligro de los nazis. Durante la Segunda Guerra Mundial, Abraham sirvió en el Ejército de los Estados Unidos en Europa. En 1970, se mudó a Israel con su esposa y sus hijos, donde vivió durante la guerra de Yom Kipur y regresó a los Estados Unidos en 1978.

## Carrera
Abraham fundó Thompson Medical, que introdujo la línea Slim-Fast de productos dietéticos a fines de la década de 1970. Abraham privatizó Thompson Medical en 1988; Unilever adquirió Slim-Fast por $ 2.3 mil millones en el 2000. En octubre de 2016, tenía una riqueza estimada de $ 2.100 millones de dólares.
Abraham fue el autor del libro La paz es posible, con un prólogo del presidente Bill Clinton. También publicó sus memorias en el 2010, tituladas Todo es posible: lecciones de vida y negocios de un multimillonario que se hizo a sí mismo y el fundador de Slim Fast.

## Filantropía
Abraham fundó el Centro para la Paz en el Medio Oriente, con sede en Washington D.C. A través de su amistad personal con líderes en los Estados Unidos, Israel y en todo el Medio Oriente, trabajó durante las últimas dos décadas para ayudar a poner fin al Conflicto árabe-israelí. Fue uno de los principales patrocinadores del Instituto de la Paz de los Estados Unidos con sede en Washington.
Abraham recibió una cátedra S. Daniel Abraham en Estudios de Políticas de Oriente Medio en la Universidad de Princeton y una Cátedra en Medicina Nutricional en la Facultad de Medicina de la Universidad de Harvard. Dotó al Centro S. Daniel Abraham para la Paz en Oriente Medio y al Centro S. Daniel Abraham de Estudios Internacionales y Regionales de la Universidad de Tel Aviv. Financió la Escuela Dan Abraham de Administración de Empresas y Economía en la Universidad Bar Ilán en Israel, el Programa S. Daniel Abraham Israel en la Universidad Yeshiva y el Programa de Honores en el Colegio Stern para Mujeres. Obtuvo doctorados honorarios de la Universidad Ben-Gurión del Néguev, la Universidad Bar Ilán y la Universidad Yeshiva. Su donación a la Clínica Mayo sirvió para crear el Centro de Vida Saludable Dan Abraham, cuya apertura en el 2007 recibió cobertura de los medios nacionales. La escuela secundaria para niñas Stella K. Abraham se dedicó en honor a su madre.
Fue miembro fundador de la Nueva Sinagoga de Palm Beach, Florida.

### Contribuciones políticas
Abraham fue un donante durante mucho tiempo del Partido Demócrata y de la Fundación Clinton. Dio $1,5 millones de dólares al partido y se clasificó como el contribuyente número uno de dinero blando a los partidos nacionales en el 2000.
Donó $3 millones a Priorities USA Action, un súper PAC que apoyó la campaña presidencial de Hillary Clinton en 2016. En el 2020, donó $5 millones a Super PAC alineados con los demócratas, incluidos American Bridge 21st Century, House Majority PAC y Senate Majority PAC.

## Vida personal
Abraham estaba divorciado de su primera esposa, Estanne Weiner; tuvieron cuatro hijas: Rebecca, Simmi, Leah y Tammy. Se volvió a casar con Ewa Sebzda con quien tuvo dos hijos: Sarah y Sam. Falleció el 29 de junio de 2025, a los 100 años de edad, en su residencia de Palm Beach, Florida.